# Cantonul Toulon-6
Cantonul Toulon-6 este un canton din arondismentul Toulon, departamentul Var, regiunea Provence-Alpes-Côte d'Azur, Franța.

## Comune
| Comune                                            | Populație (1999) | Cod poștal | Cod INSEE |
| ------------------------------------------------- | ---------------- | ---------- | --------- |
| Toulon (chef-lieu du canton), fraction de commune | 28 791           | 83000      | 83137     |